# Драјверска понашања
Драјверска понашања (Драјвери) су вербалне поруке које наши родитељи (из њиховог его стања Родитељ) несвесно шаљу у наше его стање Родитељ и односе се на начин, тј. како нешто радимо. Они представљају карактеристичан начин реаговања и понашања на дражи и ситуације. Концепт драјвера је преузет из Трансакционе анализе.

## Основни драјвери
Драјвери се посебно активирају и појачавају у стресним ситуацијама. Такође, драјвери су одраз наших дубљих психолошких забрана (које су нам пренете невербалним, емотивним путем несвесно од стране родитеља или значајних одраслих које се налазе у его стању Детета). Дете закључује да је ОК само ако… је савршено, угађа другима, ради напорно, итд.
Основни драјвери су:
- “Be perfect” – “Буди савршен”
- “Be strong” – “Буди јак”
- “Try hard” – “Труди се”
- “Work hard” – “Ради напорно”
- “Please others” или “Please me”– “Удовољи другима” или “Удовољи ми”
- “Hurry up” – “Пожури”

Свако од нас показује понашања из свих драјвера, али код већине људи један драјвер се показује најчешће кога називамо примарни драјвер. Дете доноси закључак да је ОК само ако… је савршено, угађа другима, ради напорно, итд.
“Пожури” по много чему штрчи међу драјверима јер се најчешће јавља са другим драјвером као примарним и делује тако што га појачава.

## Систем уверења
- Систем уверења за “Буди савршен”: Уколико будем то што јесам, никог нећу занимати. Морам да наступим савршено како бих заслузио љубав и пажњу.
- Систем уверења за  “Буди јак”: Увек очекујем и треба да будем спреман за најгоре. Морам да останем јак и никако не смем бити рањив. Не веруј никоме!
- Систем уверења за  “Труди се”: Ништа не могу да урадим заиста добро. Не могу ништа да урадим уколико не уложим огроман труд – па чак ни тада не морам увек да успем!
- Систем уверења за  “Ради напорно”: Само ако радим напорно и изгарам на послу, ја сам ОК. Колико радим толико вредим!
- Систем уверења за  “Удовољи другима” или “Удовољи ми”: Уколико будем то што јесам, нисам важан, безвредан сам и немам никаква права. Да бих био значајан, морам да служим за добробит другима.                                                                                                                          или Јако сам важан и због тога сви треба да ми служе како бих одржао слику о себи.
- Систем уверења за  “Пожури”: Пошто нико није заинтересован за мене, не треба да имам време и простор за себе. Пропустићу све важне ствари у животу![2]